# شاندلير شيبرد
شاندلير شيبرد (بالإنجليزية: Chandler Shepherd)‏ هو لاعب كرة قاعدة أمريكي، ولد في 25 أغسطس 1992 في لويزا في الولايات المتحدة.

## وصلات خارجية
- شاندلير شيبرد على موقع دوري كرة القاعدة الرئيسي (الإنجليزية)
- شاندلير شيبرد على موقعبيزبول رفرنس.كوم (الدوري الرئيسي) (الإنجليزية)
- شاندلير شيبرد على موقعبيزبول رفرنس.كوم (الدوري الثانوي) (الإنجليزية)
- شاندلير شيبرد على موقع إي إس بي إن.كوم (أم.أل.بي) (الإنجليزية)
- شاندلير شيبرد على موقع مشجعي الرسوم البيانية (الإنجليزية)